# Натровая известь

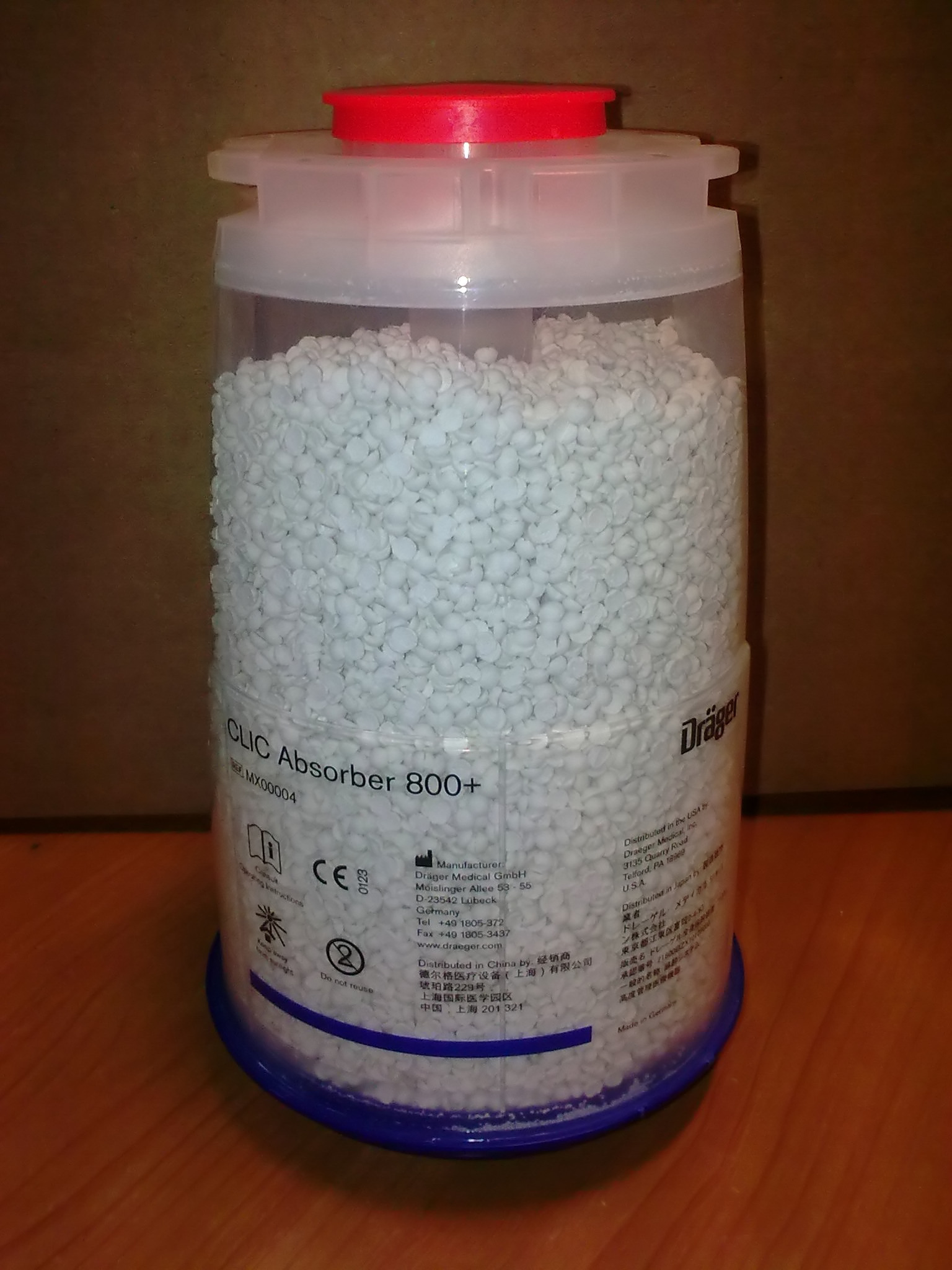
Drägersorb Soda Lime

Натровая известь (лат. Natrium cum Calce, старое название — натристая известь, тривиальное название — натронная известь) — смесь едкого натра NaOH и гашёной извести Ca(OH)2.
Представляет собой белую пористую массу.

## Свойства
Поглощает воду (влагу из воздуха) и углекислый газ (CO2), переходя в смесь карбонатов: натрия Na2CO3 и кальция (кальцит) CaCO3.

## Применение
Для поглощения кислых газов, например углекислого газа (CO2), в том числе системах дыхания замкнутого или полузамкнутого типа:
- Противогазах
- Водолазном снаряжении: с целью экономии дыхательной смеси и в тактических целях — убрать демаскирующие пузырьки во время выдоха
- Наркозных аппаратах с полузакрытым контуром: для экономии ингаляционных анестетиков

Известно, что для нейтрализации углекислого газа, выделяемого в течение суток одним человеком в помещении объёмом 6 м3, требуется около 5 кг поглотителя на основе натровой извести.
Натровую известь невозможно регенерировать, вследствие чего для продолжительного пребывания живых существ в закрытом пространстве необходимы слишком большие запасы извести. В космических кораблях, например, стали применять для связывания углекислоты патроны с гидроокисью лития.
Натровая известь применяется в лабораторных приборах в органическом анализе для определения азота по способу Вилля и Варрентраппа, для поглощения углекислоты, вместо раствора едкого калия, чаще всего при сжигании в открытой трубке по способу Маршана-Мульдера.

## Получение
Для получения натровой извести в лабораторных условиях негашёную известь гасят концентрированным раствором чистого едкого натра, прибавляя последнего в количестве 2 частей CaO на 1 часть NaOH. Масса выпаривается досуха в железной чашке, слабо прокаливается в железном или гессенском тигле, разбивается на куски и просеивается через сита с целью рассортировки их по величине зерна и отделения от мелочи, которая тоже идет в дело, например при определении азота в органических соединениях по способу Варрентраппа и Вилля. Натровую известь хранят в хорошо закрытых сосудах, иначе она портится, притягивая влагу и углекислоту из воздуха. Качество натровой извести можно определить: не должна выделять аммиака при прокаливании с чистым сахаром, что укажет на отсутствие азотисто- и азотнокислых солей.